# Promozione Liguria 1972-1973
Nella stagione 1972-1973 la Promozione era il quinto livello del calcio italiano (il massimo livello regionale). Qui vi sono le statistiche relative al campionato in Liguria.
Il campionato è strutturato in vari gironi all'italiana su base regionale, gestiti dai Comitati Regionali di competenza. Promozioni alla categoria superiore e retrocessioni in quella inferiore non erano sempre omogenee; erano quantificate all'inizio del campionato dal Comitato Regionale secondo le direttive stabilite dalla Lega Nazionale Dilettanti, ma flessibili, in relazione al numero delle società retrocesse dal Campionato Interregionale e perciò, a seconda delle varie situazioni regionali, la fine del campionato poteva avere degli spareggi sia di promozione che di retrocessione.

## Squadre partecipanti
| Squadra               |                              |
| --------------------- | ---------------------------- |
| U.S. Arenzano         | Arenzano (GE)                |
| S.S. Argentina Arma   | Taggia (IM)                  |
| G.S. Gruppo "C"       | Genova (GE)                  |
| U.S. Lavagnese        | Lavagna (GE)                 |
| Levante F.B.C.        | Genova (GE)                  |
| A.S. Ovadese          | Ovada (AL)                   |
| U.S. Pietra Ligure    | Pietra Ligure (SV)           |
| U.S. Pontedecimo      | Pontedecimo (GE)             |
| U.S. Quezzi Lanegatti | Quezzi (GE)                  |
| A.C. Rapallo Ruentes  | Rapallo (GE)                 |
| U.S. Sammargheritese  | Santa Margherita Ligure (GE) |
| U.S. Sanremese        | Sanremo (IM)                 |
| U.S. Sant'Agostino    | Sant'Olcese (GE)             |
| F.S. Sestrese         | Sestri Ponente (GE)          |
| F.C. Vado             | Vado Ligure (SV)             |
| U.S. Valdellora       | La Spezia (SP)               |
| F.B.C. Varazze        | Varazze (SV)                 |

## Classifica finale
|  | Pos. | Squadra          | Pt  | G   | V   | N   | P   | GF  | GS  | DR  |
|  | ---- | ---------------- | --- | --- | --- | --- | --- | --- | --- | --- |
|  | 1.   | Levante          | 44  | 32  | 18  | 8   | 6   | 61  | 30  | +31 |
|  | 2.   | Pontedecimo      | 44  | 32  | 17  | 10  | 5   | 39  | 18  | +21 |
|  | 3.   | Rapallo Ruentes  | 40  | 32  | 15  | 10  | 7   | 32  | 16  | +16 |
|  | 4.   | Arenzano         | 36  | 32  | 11  | 14  | 7   | 27  | 22  | +5  |
|  | 4.   | Varazze          | 36  | 32  | 12  | 12  | 8   | 33  | 24  | +9  |
|  | 6.   | Gruppo "C"       | 35  | 32  | 11  | 13  | 8   | 29  | 24  | +5  |
|  | 7.   | Ovadese          | 34  | 32  | 11  | 12  | 9   | 33  | 27  | +6  |
|  | 8.   | Argentina Arma   | 32  | 32  | 10  | 12  | 10  | 27  | 24  | +3  |
|  | 8.   | Sammargheritese  | 32  | 32  | 12  | 8   | 12  | 28  | 30  | -2  |
|  | 10.  | Sanremese        | 31  | 32  | 10  | 11  | 11  | 31  | 29  | +2  |
|  | 11.  | Sant'Agostino    | 30  | 32  | 9   | 12  | 11  | 30  | 36  | -6  |
|  | 11.  | Vado             | 30  | 32  | 11  | 8   | 13  | 30  | 33  | -3  |
|  | 13.  | Lavagnese        | 29  | 32  | 8   | 13  | 11  | 34  | 40  | -6  |
|  | 14.  | Quezzi Lanegatti | 29  | 32  | 8   | 13  | 11  | 33  | 40  | -7  |
|  | 15.  | Pietra Ligure    | 25  | 32  | 8   | 9   | 15  | 25  | 33  | -8  |
|  | 15.  | Valdellora       | 25  | 32  | 8   | 9   | 15  | 28  | 47  | -19 |
|  | 17.  | Sestrese         | 12  | 32  | 3   | 6   | 23  | 17  | 64  | -47 |
|  |      |                  | 544 | 544 | 182 | 180 | 182 | 537 | 537 | 0   |

- Spareggio promozione:
- a Genova il 24-06-1973 : Levante-Pontedecimo 1-1
  - a Genova il 01-07-1973 ripetizione spareggio: Levante-Pontedecimo 4-1
- Quezzi Lanegatti (peggiore differenza reti), Pietra Ligure, Valdellora e Sestrese retrocedono in Prima Categoria.